# Mariuccia Medici
Mariuccia Medici (Milano, 18 febbraio 1910 – Lugano, 23 febbraio 2012) è stata un'attrice teatrale e insegnante svizzero-italiana.

## Biografia
Nata da Enrico, ticinese di Novazzano, e da Teresa Ponzoni, milanese, dopo una carriera di amatissima insegnante elementare per oltre 40 anni a Lugano, la Medici è stata una delle più celebri e carismatiche interpreti del teatro popolare ticinese dal 1938, protagonista di serie televisive, drammi e commedie radiofoniche e lavori teatrali in lingua dialettale ticinese, tra le più longeve di tutti i tempi. Celebre è infatti la sua fama nel già citato Canton Ticino, nei Grigioni, in Valtellina e in Insubria.
A partire dai tardi anni sessanta ha recitato con diversi attori italiani, come Ernesto Calindri, Giuseppe Pambieri, Ugo Pagliai, Valeria Fabrizi e, tra gli altri attori ticinesi, con Quirino Rossi. Ha contribuito alla nascita, nel 1999, del TEPSI, il Teatro Popolare della Svizzera Italiana, di cui è stata fino agli ultimi anni la punta di diamante, la caratteristica più celebre e amata dal pubblico, nel quale spiccano anche le presenze di altri celebri attori ticinesi, Yor Milano e Diego Gaffuri.
Il 21 marzo 2007 ha dato l'addio alle scene, a novantasette anni, dopo una serata di festa in suo onore al Palazzo dei Congressi di Lugano. Nel 2008 ha comunque partecipato alla commedia dialettale di Vittorio Barino Ol segreto da la centenaria ovvero düü amis comé nüm, in onda il 31 dicembre. Nel 2010, in occasione del suo centesimo compleanno, la RSI ha pubblicato il cofanetto Omaggio a Mariuccia Medici, con 3 DVD contenenti le commedie Quattro bücer e ‘na gazosa, Felicita Colombo e Riünion da condominio.
La mattina del 23 febbraio 2012, cinque giorni dopo il suo centoduesimo compleanno, è morta nella casa di riposo Casa Serena a Lugano.

## Teatro
Tra i suoi lavori si ricordano:
- Ol segreto da la centenaria ovvero düü amis comé nüm, 2008
- A düü pass da l'eternità, 2006.
- Bonasira sciur sindigh (Buonasera signor sindaco), 2006.
- Tant l'é vera che al picca ala tua porta, 2005.
- Ol ristorant San Sisto, 2002-2003
- Un basin ai sett da matina, 2003.
- Rioniun de condominio, 2002.
- Sergio Colmes indaga, 1999-2006.
- La röda la gira, 1988-1993.
- Nonna Felicita, 1985.
- Felicita Colombo, 1982.
- Quattro bücer e ‘na gazosa, 1978.